# 本多忠利 (岡崎藩主)

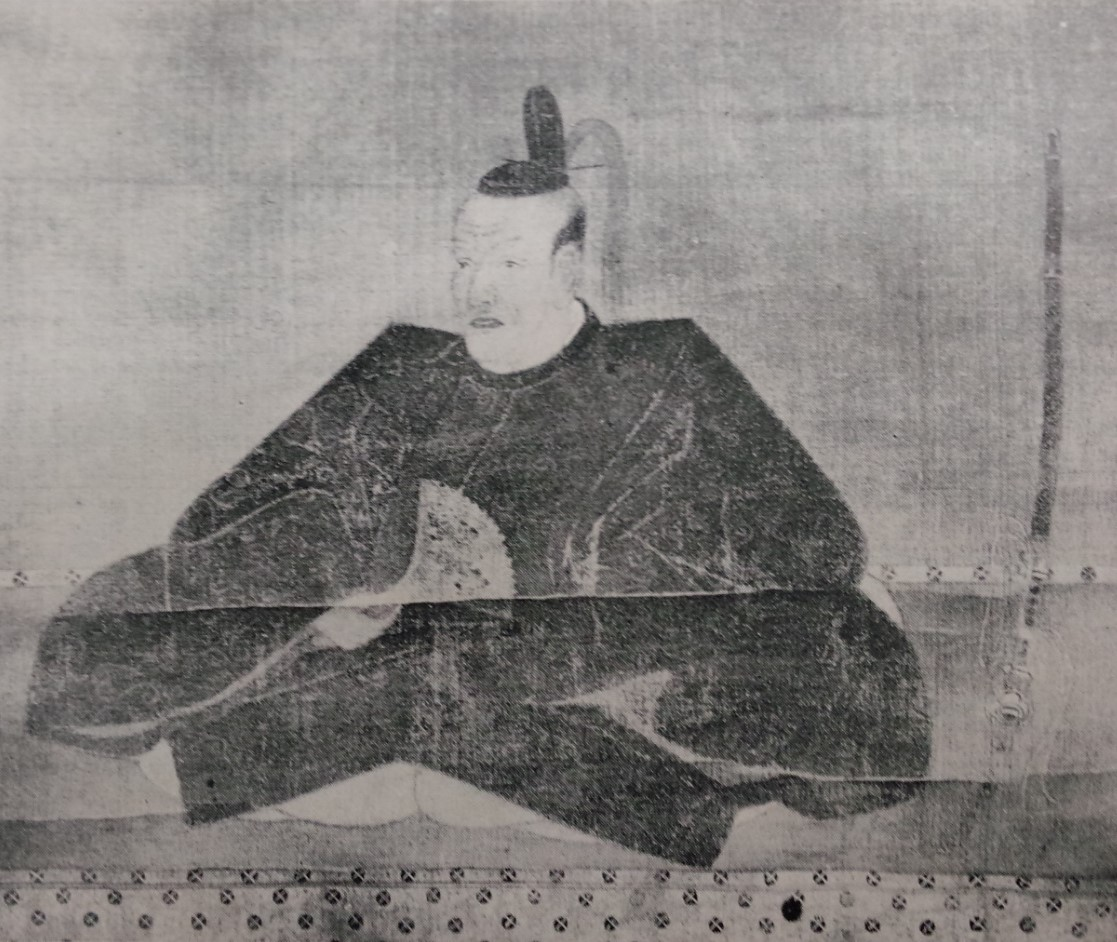
本多忠利

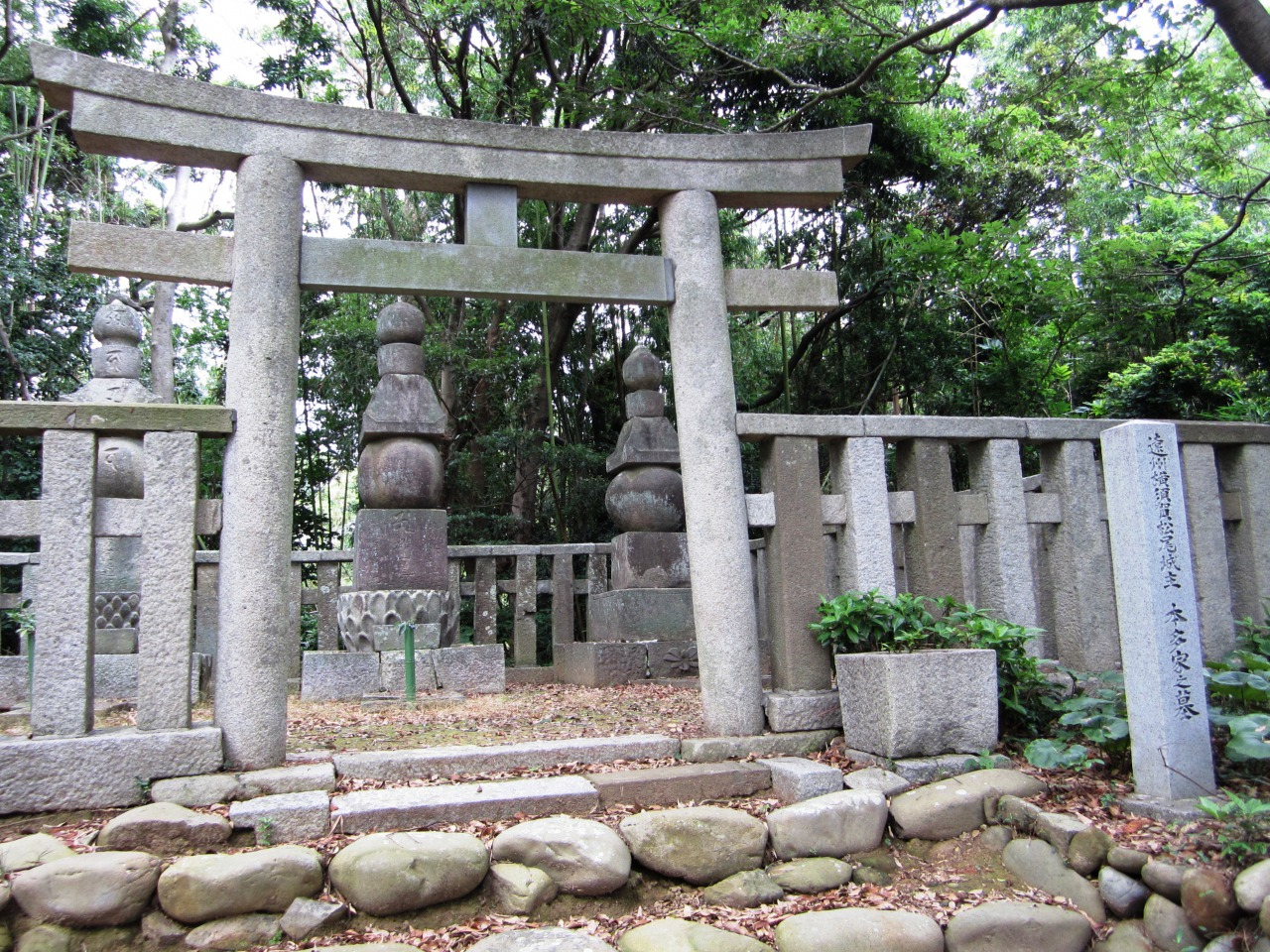
撰要寺の本多家の墓。左から忠利、父の康紀、祖父の康重の墓。静岡県指定史跡（撰要寺墓塔群）。

本多 忠利（ほんだ ただとし、慶長5年（1600年） - 正保2年2月10日（1645年3月7日））は、三河国岡崎藩主。広孝系本多家3代。
本多康紀の長男。母は松平家清の娘。正室は井上正就の娘。子に本多助久（長男）、本多利長（六男）、本多利朗（七男）、本多利政（九男）、本多利義（十男）、娘（太田資次正室）、娘（本多重時室）。官位は従五位下、伊勢守。
大坂夏の陣に父と共に参戦し、戦功を挙げる。元和9年（1623年）に父が没したため家督を継ぐ。寛永11年（1634年）には6500石を加増されている。
正保2年（1645年）1月、遠江国横須賀藩への移封を命じられたが、翌月に46歳で病死した。六男の利長が跡を継いだ。

## 系譜
父母
- 本多康紀（父）
- 松平家清の娘（母）

正室
- 井上正就の娘

子女
- 本多助久（長男）
- 本多利長（六男）生母は正室
- 本多利朗（七男）
- 本多利政（九男）
- 本多利義（十男）
- 太田資次正室
- 本多重時室